# Laura Beatrice Oliva
Laura Beatrice Oliva (Nápoles, 17 de enero de 1821-17 de julio de 1869) fue una poeta italiana.

## Biografía
Laura nació en Nápoles, hija de Domenico Simeone Oliva de Tursi y de Rosa Giuliani. Su padre, un hábil pintor, poeta de la corte y tutor de los hijos del rey Joaquín Murat, le dio los nombres de las dos mujeres amadas por Petrarca y Dante. Con el regreso de Ferdinand I, su padre se vio obligado a exiliarse con su familia en Francia. Laura pasó su infancia en París, fue educada por su padre, quien comenzó a inculcarle su amor por el país y por las letras.
Tras la muerte de Ferdinando I volvió a Nápoles, donde, a los quince años, ganó la fama de poetisa, ingresando en la Academia Filarmónica. En 1837, Rosa Taddei le dedicó un poema lleno de admiración, publicado por el periódico Le ore Solitari, dirigido por el marqués Pasquale Stanislao Mancini, de los marqueses de Fusignano. Gracias a la intervención de Rosa Taddei, Laura y Pasquale se conocieron y se enamoraron, se casaron en 1840, a pesar de la hostilidad de los padres de Mancini. De su unión nacieron once niños, entre ellos Grazia Pierantoni Mancini y Flora Piccoli Mancini, quienes siguieron los pasos de su madre. Escribió una serie de poemas, y administró un salón literario para liberales napolitanos de la década de 1840. Muchos de sus poemas se centraron en los acontecimientos contemporáneos políticos (véase la unificación italiana), especialmente después de 1860.
La poeta, a pesar de sus compromisos familiares, siguió escribiendo y publicando versos sobre la independencia y la libertad nacional, exaltando a los mártires de la patria y haciendo un llamamiento a las mujeres italianas para luchar por la causa nacional. Sus versos, leídos en toda Italia, atrajeron la atención del gobierno borbón.
En 1844 cantó el heroísmo de los hermanos Bandiera; en 1846, en Florencia, muchos escritores la recibieron como la poetisa del Risorgimento Nacional. En 1848 , recordó la muerte de una colega suya de la Academia Pontaniana, María Giuseppa Guacci, con una letra llena de sentimientos patrióticos, que leyó con un vestido negro adornado con cintas tricolores, frente a una concurrida asamblea en la que también había participado un ministro borbón. En el mismo año, participó en la revolución napolitana, tras lo cual, para escapar de la persecución de la policía, se vio obligada a trasladarse, con su marido, a Turín, donde inmediatamente jugó un papel importante en la fundación de una escuela para maestras.
Posteriormente, también dedicó algunos versos a Adelaide Ristoriy compuso un himno para Agesilao Milano. En 1859, vio la política de Camillo Benso, conde de Cavour, con gran entusiasmo, y mientras continuaba enviando versos de incitación a Vittorio Emanuele II y Giuseppe Garibaldi, quería que uno de sus hijos fuera el primero en alistarse.
Regresó a Nápoles solo en 1860, después de la huida borbónica, donde compuso una cantata para Vittorio Emanuele, representada en el teatro San Carlo, en presencia del propio rey. En 1861 regresó a Turín, donde publicó Patria e amore. En esta etapa, no solo desempeñó el papel de poeta nacional, sino que expresó sus sentimientos, no siempre en línea con la política de Saboya. En 1863, con motivo del levantamiento polaco, escribió un himno denunciando la ocupación de Roma por Francia. La prensa aplaudió su valentía.
Con el traslado de la capital a Florencia, se trasladó con su familia a la Toscana, donde recibió, en su casa, la visita de ilustres personajes como Giuseppe Garibaldi y Terenzio Mamiani.
Su último relato político lo dedicó a Adelaide Cairoli, que perdió a dos de sus hijos en la derrota de Garibaldi en la batalla de Mentana. En 1869 cayó gravemente enferma y murió en una villa en Fiesole, rodeada de su marido, seis hijos supervivientes y amigos.
El ayuntamiento de Nápoles colocó una placa en la casa donde nació y cambió el nombre de la calle, de via della Concordia a via Laura Beatrice Oliva. La inscripción de la placa la define como la Poeta de las desgracias y la libertad de Italia. En 1888, a la muerte de Pasquale Stanislao Mancini, los restos de Laura fueron enterrados junto con los de su marido en el Famedio, el templo de los ilustres ciudadanos de Nápoles.

## Obras
- Ines (1845)
- Colombo al convento della Rabida (1846)
- Poesie varie (1848)
- L'Italia sulla tomba di Vincenzo Gioberti (1853)
- Patria ed amore (1874)